# F&F Tower

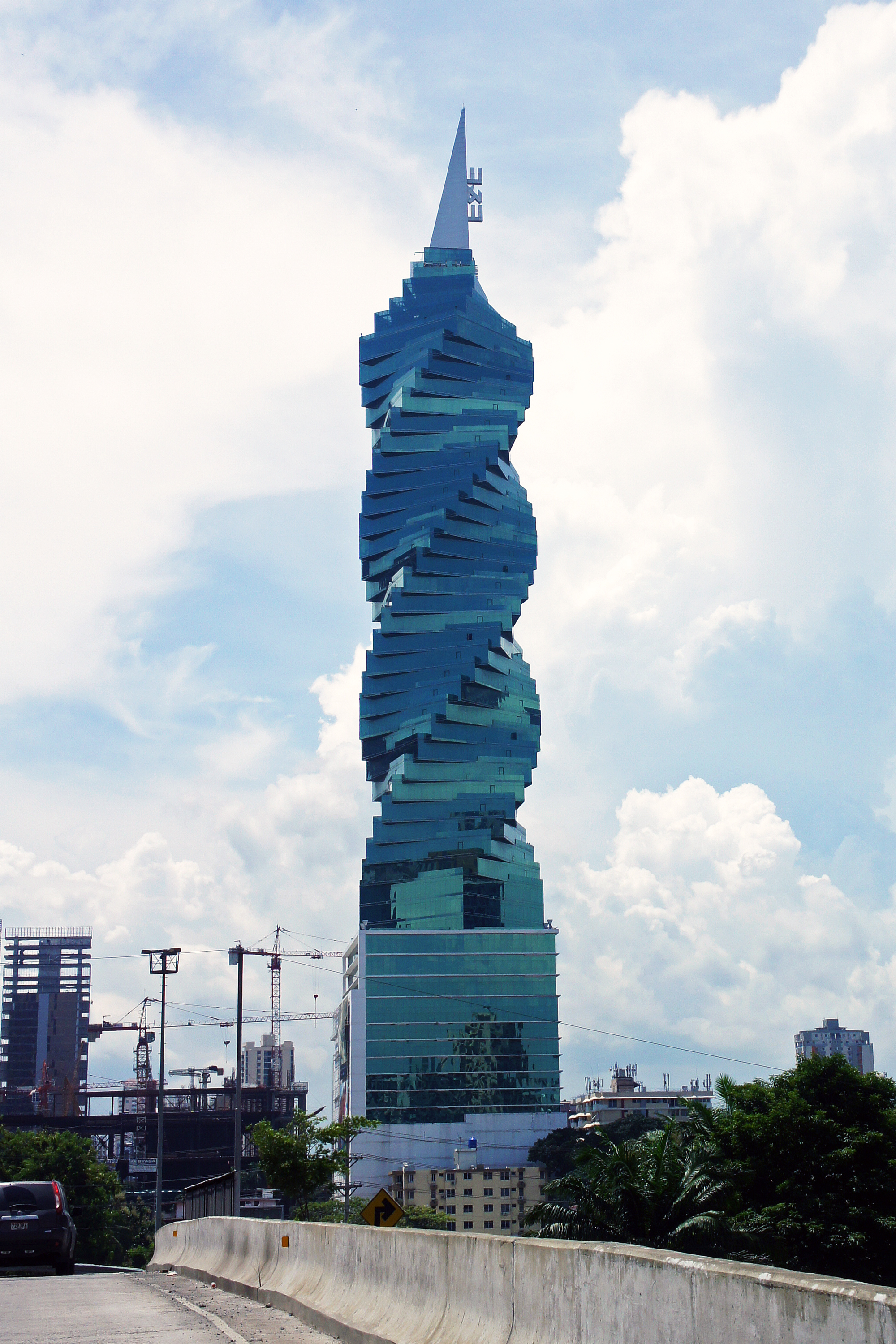
F&F Tower

Der F&F Tower ist ein Wolkenkratzer in Panama-Stadt. Mit seiner in sich gedrehten Form und seiner Höhe von 242,9 Metern gehört er zu den höchsten und bekanntesten Gebäuden in Panama.
Der Bau wurde 2008 begonnen und 2011 als Revolution Tower fertiggestellt. Als Architekten fungieren das Büro Pinzón Lozano & Asociados, die durch die Baugesellschaft F&F Properties beauftragt wurden. Das Bürogebäude hat 52 Stockwerke.